# Communauté de communes Fave, Meurthe, Galilée
Die Communauté de communes Fave, Meurthe, Galilée ist ein ehemaliger französischer Gemeindeverband mit der Rechtsform einer Communauté de communes im Département Vosges in der Region Lothringen (ab 2016 Grand Est). Sie wurde am 1. Januar 2014 gegründet und umfasste 22 Gemeinden. Der Verwaltungssitz befand sich im Ort Remomeix.

## Historische Entwicklung
Der Gemeindeverband entstand 2014 durch die Fusion der Vorgängerorganisationen
- Communauté de communes du Val de Galilée,
- Communauté de communes de la Fave und
- Communauté de communes de la Fave et de la Meurthe.

Zum 1. Januar 2017 fusionierte der Gemeindeverband mit
- Communauté de communes de la Vallée de la Plaine,
- Communauté de communes des Hauts Champs,
- Communauté de communes de Saint-Dié-des-Vosges,
- Communauté de communes du Pays des Abbayes sowie
- Communauté de communes du Val de Neuné

und bildete so die Nachfolgeorganisation Communauté d’agglomération de Saint-Dié-des-Vosges.
Trotz der Namensähnlichkeit mit einer der Vorgängerorganisationen handelt es sich um eine Neugründung mit anderer Rechtspersönlichkeit.

## Ehemalige Mitgliedsgemeinden
1. Ban-de-Laveline
2. Bertrimoutier
3. Le Beulay
4. Coinches
5. Combrimont
6. La Croix-aux-Mines
7. Entre-deux-Eaux
8. Frapelle
9. Gemaingoutte
10. La Grande-Fosse
11. Lesseux
12. Lubine
13. Lusse
14. Nayemont-les-Fosses
15. Neuvillers-sur-Fave
16. Pair-et-Grandrupt
17. La Petite-Fosse
18. Provenchères-et-Colroy
19. Raves
20. Remomeix
21. Sainte-Marguerite
22. Wisembach